# Peter Mutharika
Peter Mutharika (ur. 18 lipca 1940 w dystrykcie Thyolo) – malawijski prawnik i polityk, minister spraw zagranicznych w latach 2011–2012, prezydent Malawi w latach 2014–2020. 

## Życiorys
Jest liderem Demokratycznej Partii Postępowej, największej partii w kraju. Był kandydatem tego ugrupowania w wyborach prezydenckich w 2014 roku. W głosowaniu zajął pierwsze miejsce z wynikiem 36,40% głosów. Pokonał m.in. urzędującą prezydent Joyce Bandę. Stanowisko objął oficjalnie 31 maja 2014.
Peter Mutharika jest żonaty, ma troje dzieci. Należy do Kościoła Prezbiteriańskiego, ukończył University of London i Yale Law School. Jego starszy brat Bingu wa Mutharika był prezydentem Malawi w latach 2004–2012.